# Polizeihauptmeister Krause
Polizeihauptmeister Krause ist eine Fernsehfilmreihe der ARD von Regisseur und Autor Bernd Böhlich um den Dorfpolizisten, der von Schauspieler Horst Krause unter seinem bürgerlichen Namen gespielt wird. Es handelt sich dabei um einen Ableger des RBB-Polizeiruf 110, in welchem der private Bereich der Filmfigur Horst Krause beleuchtet wird, wenn dieser nicht im Dienst ist bzw. nachdem er 2015 in den Ruhestand gegangen ist.

## Handlung
Im Mittelpunkt der Geschichten steht das Privatleben des Dorfpolizisten Horst Krause und seiner Schwestern Elsa und Meta, die einen Gasthof im fiktiven brandenburgischen Ort Schönhorst in der Gemeinde Oberbarnim im Landkreis Märkisch-Oderland betreiben. Nachdem Meta eines Tages den Taxifahrer Rudi kennenlernt, heiraten die beiden sehr schnell und Meta zieht mit ihm nach Köln. Beide kommen in gewissen Abständen immer mal wieder nach Schönhorst. Befreundet ist Krause mit seinem Nachbarn Schlunzke, der nach einem Sturz von der Leiter überraschend stirbt. Krause hat kein Auto und fährt ein Dnepr K750 Molotov, ein altes sowjetisches Militärmotorrad mit Beiwagen. Kriminalfälle spielen in den Geschichten keine Rolle. Es geht primär um das menschliche Miteinander und das Lösen von Problemen.

## Besetzung

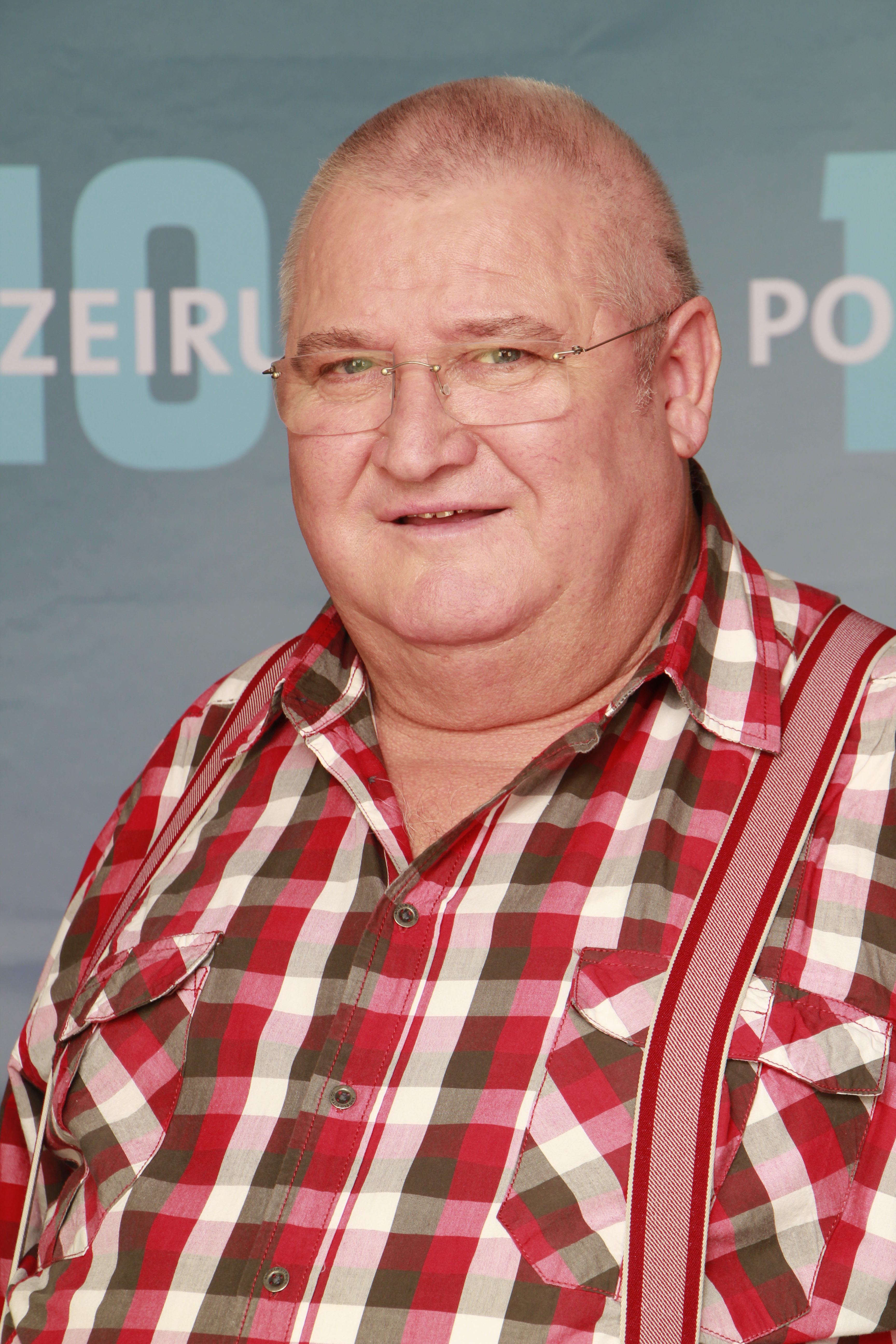
Horst Krause
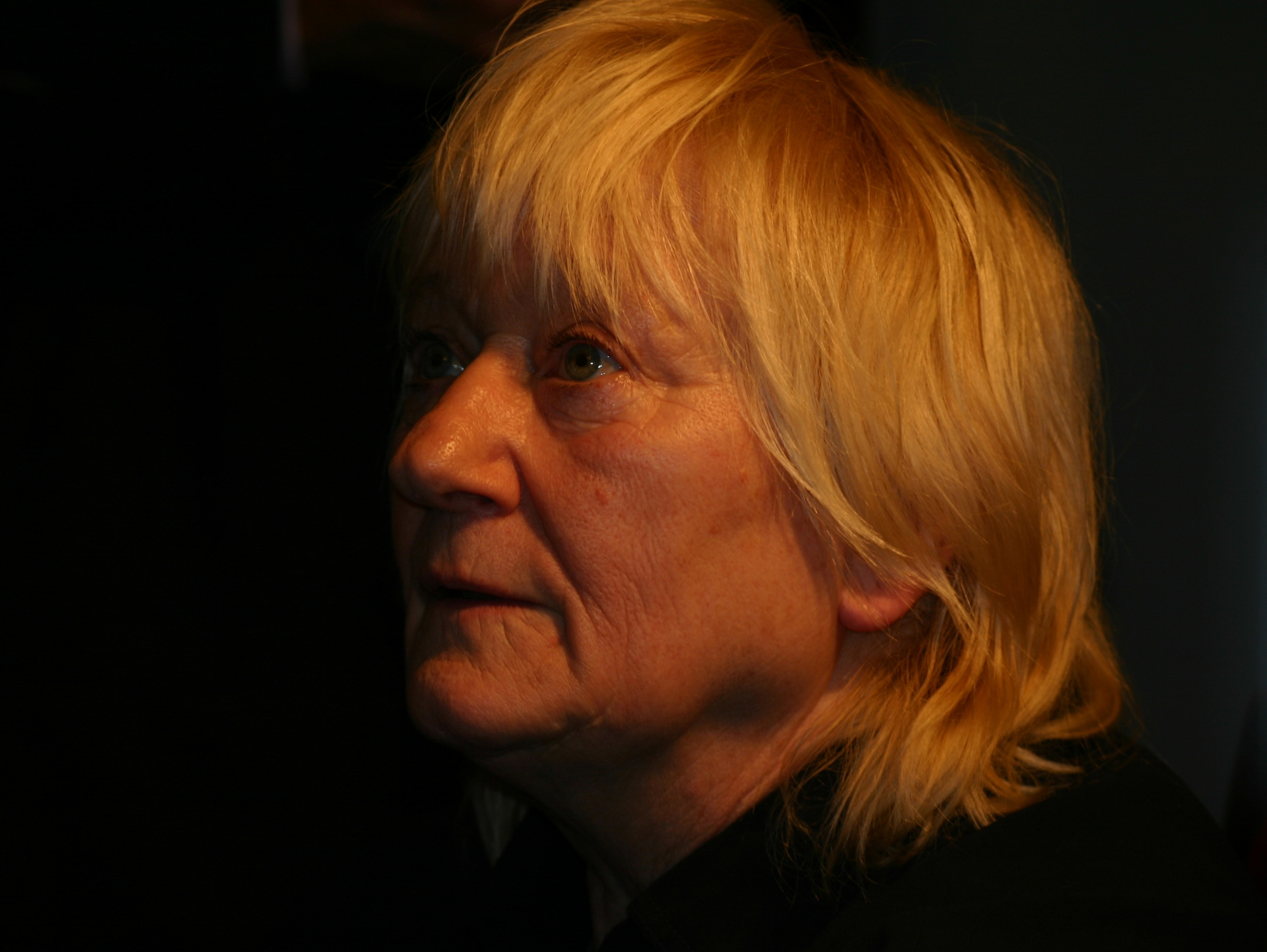
Elsa Krause
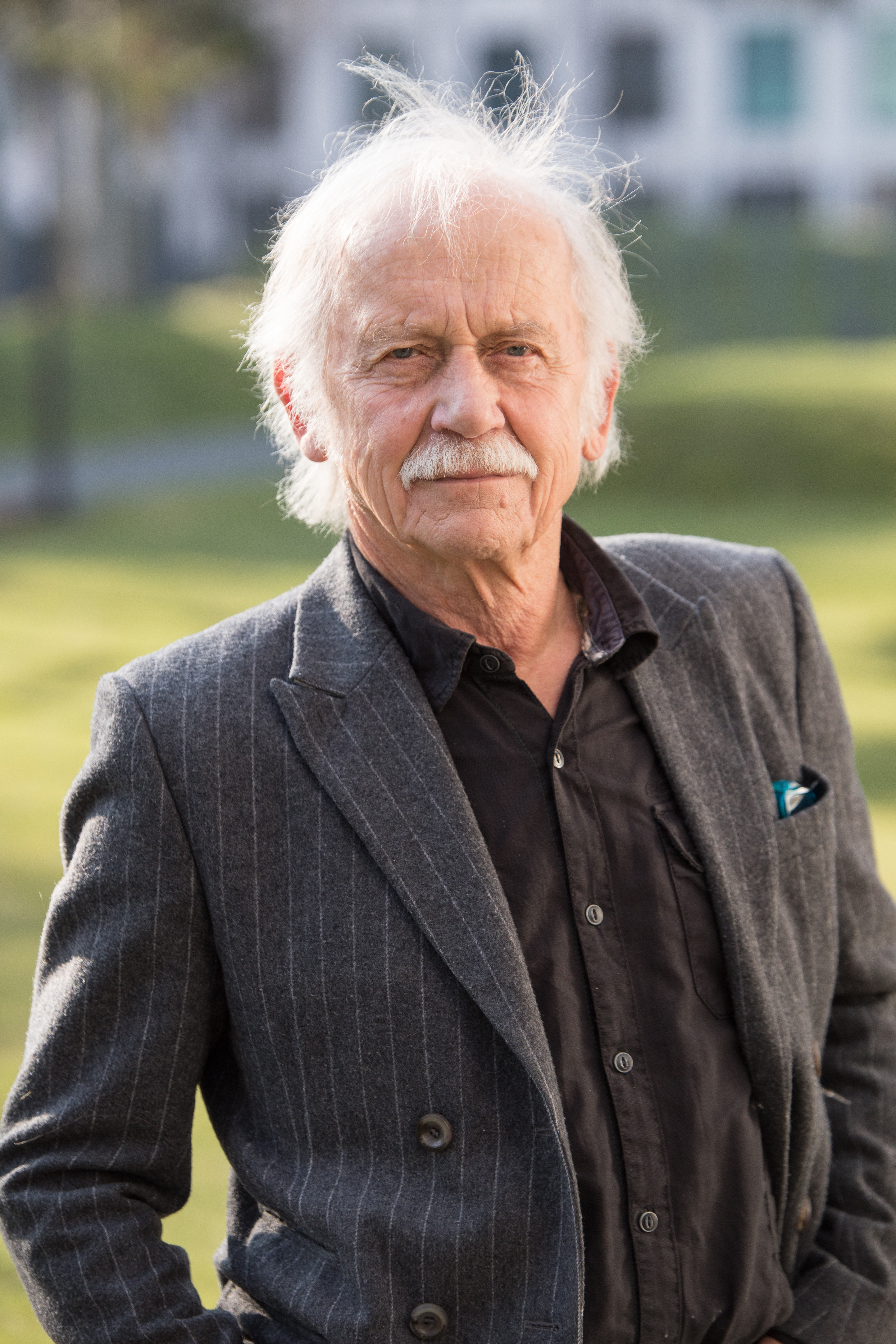
Rudi Weisglut

| Name                  | Schauspieler       | Bemerkungen | Folge | Jahr      |
| --------------------- | ------------------ | --- | ----- | --------- |
| Horst Krause          | Horst Krause       | Dorfpolizist, Bruder „Hotti“ von Elsa und Meta, Schwager von Rudi, Freund von Schlunzke, Vater von Albert | 1–9   | 2007–2022 |
| Elsa Krause           | Carmen-Maja Antoni | Schwester von „Hotti“ und Meta, Schwägerin von Rudi, betreibt die Gaststätte | 1–9   | 2007–2022 |
| Meta Krause           | Angelika Böttiger  | Schwester von „Hotti“ und Elsa, Frau von Rudi, ehemalige Lehrerin, zieht Ende der Folge 3 nach Köln | 1–9   | 2007–2022 |
| Rolf-Dieter Schlunzke | Andreas Schmidt    | Nachbar von „Hotti“, Elsa und Meta, Vater von Fine, bewohnt ein verfallenes Schloss, das er von der Gemeinde für einen Euro erhalten hat. Nach dem Tod des Schauspielers wird in Krauses Hoffnung erwähnt, dass Schlunzke durch einen tödlichen Leitersturz verstorben sei. | 1–5   | 2007–2016 |
| Rudi Weisglut         | Tilo Prückner      | Ehemann von Meta, Taxifahrer in Köln; lernt Meta kennen, als sie ihren Bruder bei der Kur besucht. Nach dem Tod des Schauspielers entfällt die Figur in den letzten beiden Filmen.                                                                                          | 2–7   | 2009–2020 |
| Bürgermeister Stübner | Boris Aljinovic    | Bürgermeister von Schönhorst | 5–8   | 2016–2021 |
| Paula                 | Pauline Knof       | Köchin, Mutter von Timo, Freundin von Thomas Seifert | 6–9   | 2019–2022 |

## Episodenliste
| Nr. | Originaltitel     | Erstausstrahlung |
| --- | ----------------- | ---------------- |
| 1   | Krauses Fest      | 19. Dez. 2007    |
| 2   | Krauses Kur       | 9. Dez. 2009     |
| 3   | Krauses Braut     | 20. Dez. 2011    |
| 4   | Krauses Geheimnis | 7. Nov. 2014     |
| 5   | Krauses Glück     | 16. Dez. 2016    |
| 6   | Krauses Hoffnung  | 1. Feb. 2019     |
| 7   | Krauses Umzug     | 14. Feb. 2020    |
| 8   | Krauses Zukunft   | 5. Feb. 2021     |
| 9   | Krauses Weihnacht | 16. Dez. 2022    |

Außerdem entstand unter der Regie von Andreas Preisner noch ein 15-minütiger Dokumentarfilm zur Serie.
| Nr. | Originaltitel    | Erstausstrahlung |
| --- | ---------------- | ---------------- |
| 0   | Krauses Abschied | 24. Dez. 2022    |

## Kritiken
Der „Brandenburger Dorfpolizist im Komödienfach unterwegs. Emanzipiert von seinen ermittelnden ‚Polizeiruf‘-Kolleginnen, verfällt der Protagonist Horst Krause in Bernd Böhlichs Kleine-Leute-Geschichten ganz aufs Private. In Schönhorst hat er das Sagen – bis“ immer mal jemand kommt „und Krauses geregeltes Leben stört.“
„Es ist […] ein außerordentliches Vergnügen, Horst Krause, Carmen-Maja Antoni und Angelika Böttiger als Geschwister zu erleben, zumal die Dialoge […] beste Komödie sind. Gerade Antoni darf sich als Schwester Elsa nach Herzenslust das Maul zerreißen.“ „Wunderbar sind auch die gemeinsamen Auftritte von Andreas Schmidt als notorisch erfolgloser Nachbar Schlunzke, weil er und Krause so großartige Gegensätze sind.“